# 숙지중학교
숙지중학교(熟知中學校)는 대한민국 경기도 수원시 팔달구 화서동에 있는 공립 중학교이다.

## 학교 연혁
- 1997년 1월 14일 : 숙지중학교 설립 인가(36학급)
- 1997년 3월 1일 : 초대 이정우 교장 취임
- 1997년 3월 5일 : 신입생 입학식(6학급 306명)
- 2000년 2월 15일 : 제1회 졸업식(356명)
- 2015년 3월 2일 : 경기도교육청 혁신학교 지정
- 2023년 12월 21일 : 제25회 졸업식(7학급 203명, 누계 8,057명)
- 2024년 3월 1일 : 제9대 김윤자 교장 취임
- 2024년 3월 4일 : 제28회 입학식(7학급 211명)

## 참고 자료
- 숙지중학교 - 한국교육학술정보원 학교알리미